# 도도 다카사토
도도 다카사토(藤堂高嶷)는 이세 히사이번 제7대 번주, 이세 쓰번 제9대 번주. 아명은 하쓰지로(初次郎). 원복 후 첫 이름은 다카아쓰(高敦). 후에 다카사도(高嶷)로도 불린다. 친부는 도도 다카호라이며 숙부이자 히사이번 선대 번주 도도 다카마사가 후사없이 사망하여 그의 뒤를 이었다.
| 전임 도도 다카마사 | 제7대 히사이번 번주 (도도가) 1762년 ~ 1770년 | 후임 도도 다카에다 |

| 전임 도도 다카나가 | 제9대 쓰번 번주 (도도가) 1770년 ~ 1806년 | 후임 도도 다카사와 |